# Mezzi dell'Esercito Italiano
Per mezzi dell'Esercito si intendono quei veicoli impiegati dall'Esercito Italiano per l'assolvimento dei propri compiti con versioni da combattimento e non. Sono versioni militarizzate di mezzi civili, oppure veri e propri progetti ad hoc per la forza armata, di produzione nazionale o straniera, utilizzati solo dall'esercito e dalle altre forze armate italiane, oppure in servizio in molti altri eserciti del mondo.

## Cingolati
I mezzi appartenenti alla categoria dei cingolati utilizzano per la trasmissione, appunto, i cingoli, che permettono a questi mezzi, grazie a questo particolare tipo di trazione, notevoli vantaggi rispetto ai veicoli ruotati grazie alla maggior impronta al suolo, potendo quindi operare su terreni difficili come sabbia, fango o neve in totale assenza di strade. Tali veicoli hanno anche la possibilità di ruotare sul posto.
L'Esercito Italiano impiega numerosi tipi di cingolati, come i carri armati Ariete C-1 di produzione nazionale e i tedeschi Leopard 1 impiegati per compiti addestrativi e come veicoli speciali del genio nella funzione di carri pionieri, gittaponti e veicoli di recupero.
I veicoli cingolati inoltre sono ampiamente utilizzati dai reparti di fanteria come Infantry Fighting Vehicle (veicolo da combattimento della fanteria): ne sono esempi il Dardo di produzione italiana, l'Armoured Personnel Carrier (veicolo trasporto truppe) VCC-1 Camillino e gli M113 statunitensi. L'esercito dispone inoltre del cingolato portamortaio M 106 A1 e, limitatamente ai reparti dei Lagunari, del veicolo d'assalto anfibio AAV 7 RAM RS.
Fanno parte di tale tipologia di mezzi anche i semoventi d'artiglieria, di cui il più importante è il PzH 2000 I tedesco di recente introduzione.

### Carri armati

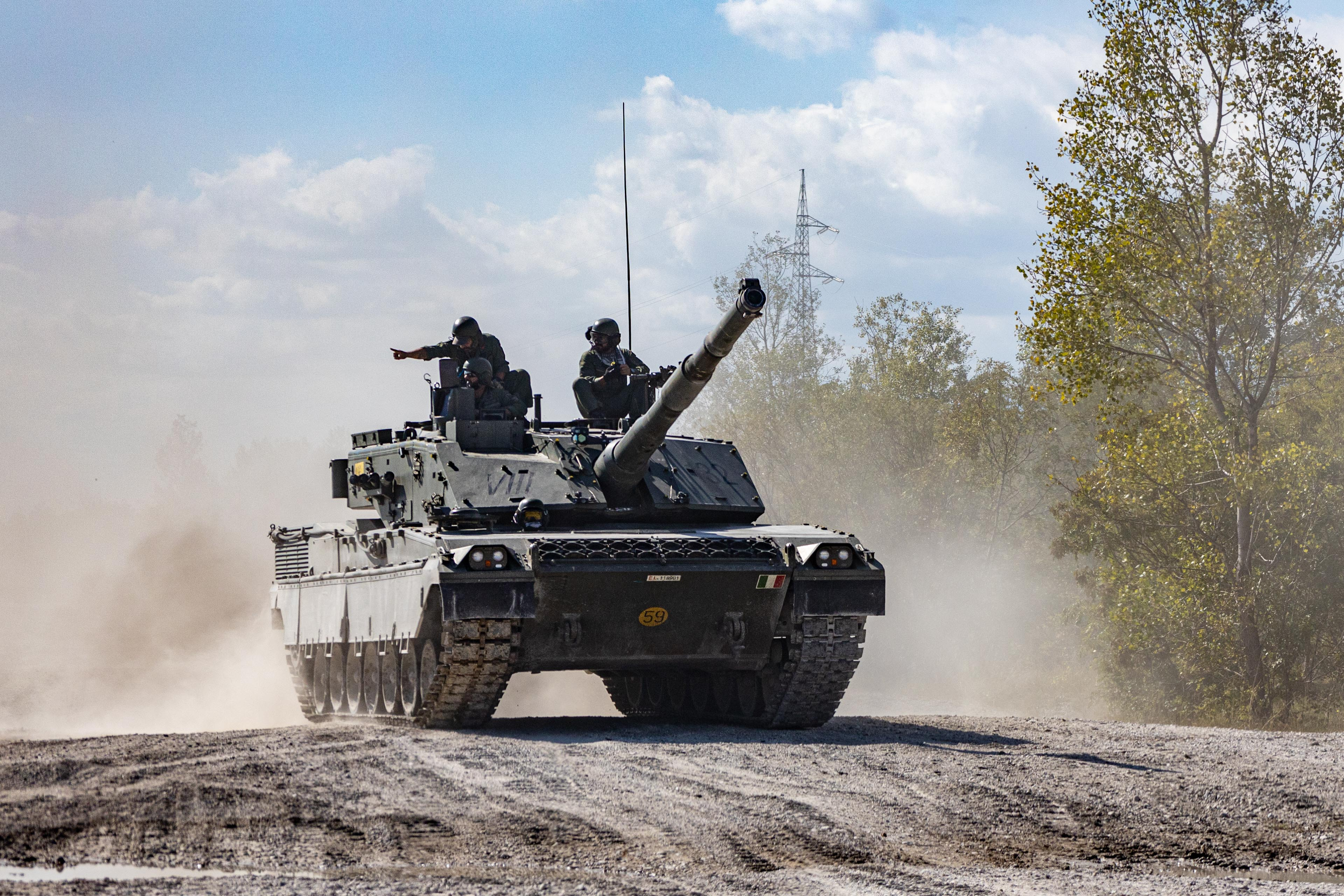
Carro armato Ariete

Realizzato con corazzatura pesante che può essere utilizzata in versione passiva o reattiva, è caratterizzato dalla trazione a cingoli e dall'impiego di un'arma di grande calibro (generalmente nell'ordine di 120 mm).
Attualmente l'Esercito Italiano impiega principalmente il carro armato di produzione nazionale Ariete, pur mantenendo aliquote di carri Leopard 1 principalmente per compiti addestrativi o nelle versioni speciali.

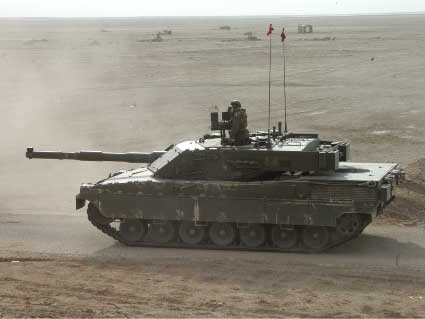
Carro Ariete, disponibile in circa 200 esemplari in carico ai reparti corazzati dell'Esercito, impiega un cannone da 120 mm OTO Melara ad anima liscia con 42 proiettili a disposizione; 90 esemplari saranno aggiornati alla versione C2 ariete (con un’opzione per ulteriori 35 esemplari)
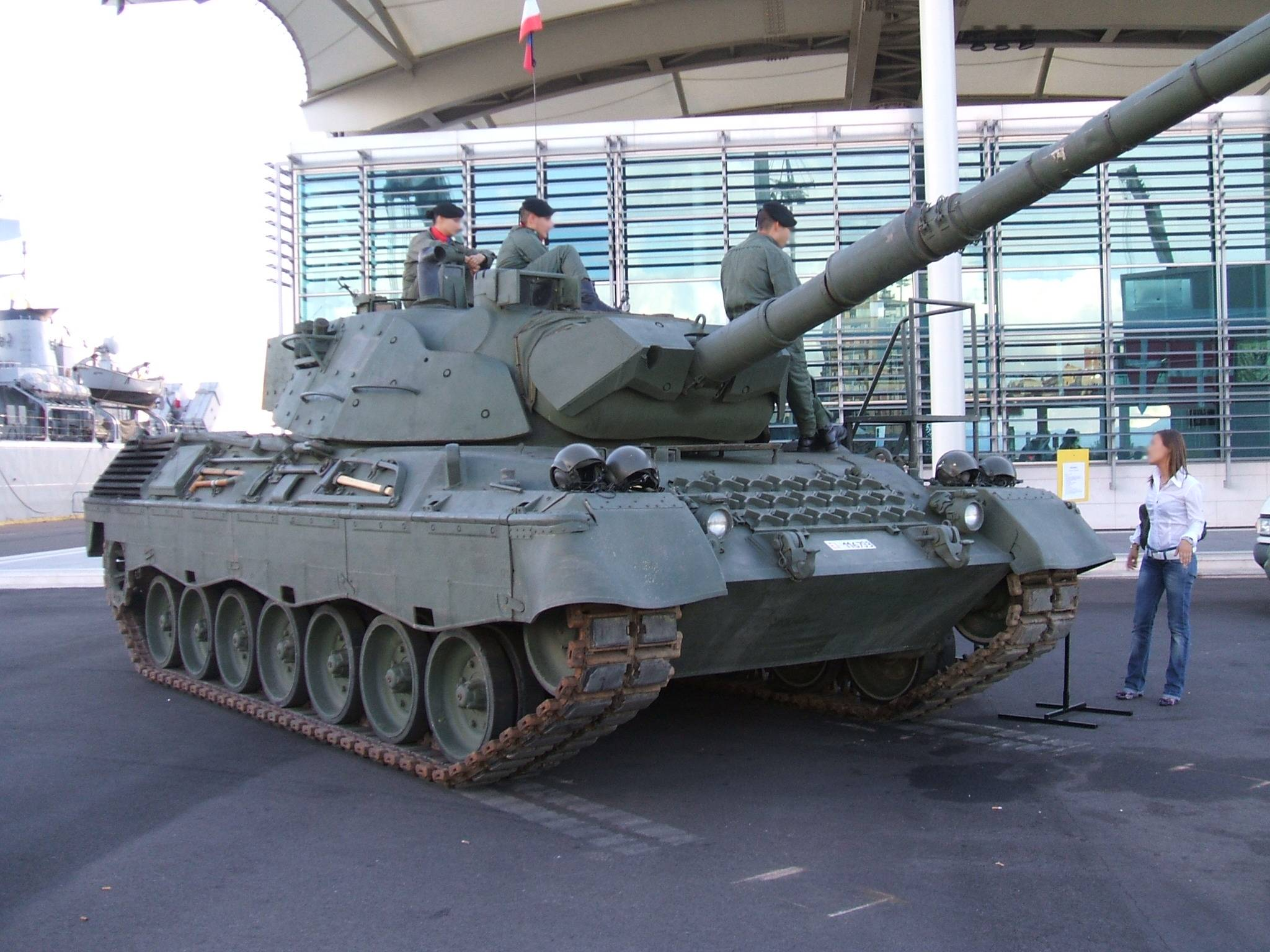
Carro Leopard 1, attualmente presente in circa 120 esemplari nelle varie versioni speciali

### Veicoli da trasporto e combattimento

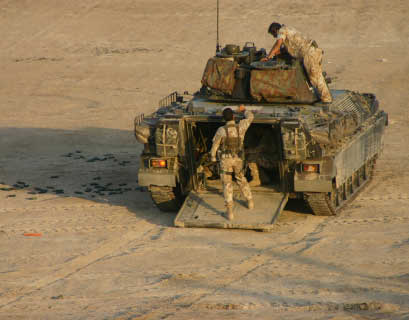
Dardo con portellone aperto

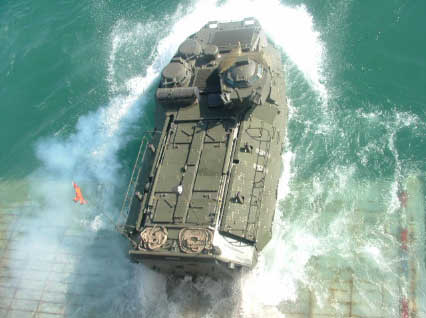
AAV7 in navigazione

I veicoli da combattimento della fanteria, noti con l'acronimo di IFV, sono utilizzati per fornire supporto di fuoco alla fanteria, infatti impiegano armamenti di grosso calibro ed efficacia come il cannone Oerlikon KBA/KBB da 25 mm montato sui Dardo.
I veicoli da trasporto truppe, noti come APC (Armoured Personnel Carrier), sono destinati al trasporto della fanteria fino al limite del campo di battaglia offrendo ad essa un minimo di protezione balistica. Questi veicoli sono meno protetti ed armati degli IFV, anche se hanno una maggior capacità di trasporto. L'Esercito attualmente impiega i Dardo. Viene impiegato inoltre il cingolato da assalto anfibio Assault Amphibian Vehicle 7 che verranno sostituiti da 72 ACV 1.1.

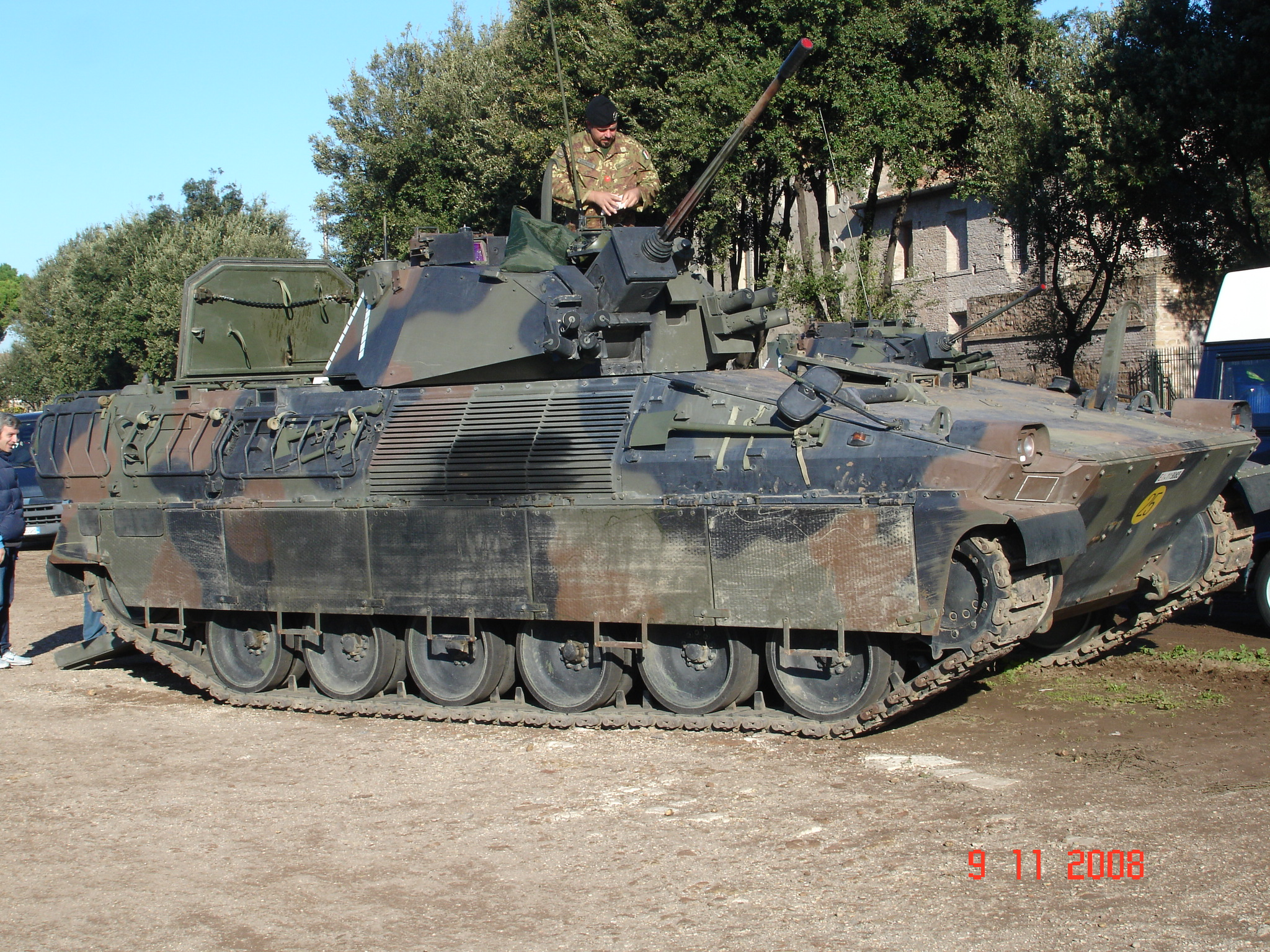
IFV Dardo in 198 esemplari. Accoglie in tutto tre uomini di equipaggio più una squadra di fanteria da sei uomini completamente equipaggiati. È armato con mitragliera Oerlikon KBA da 25 mm
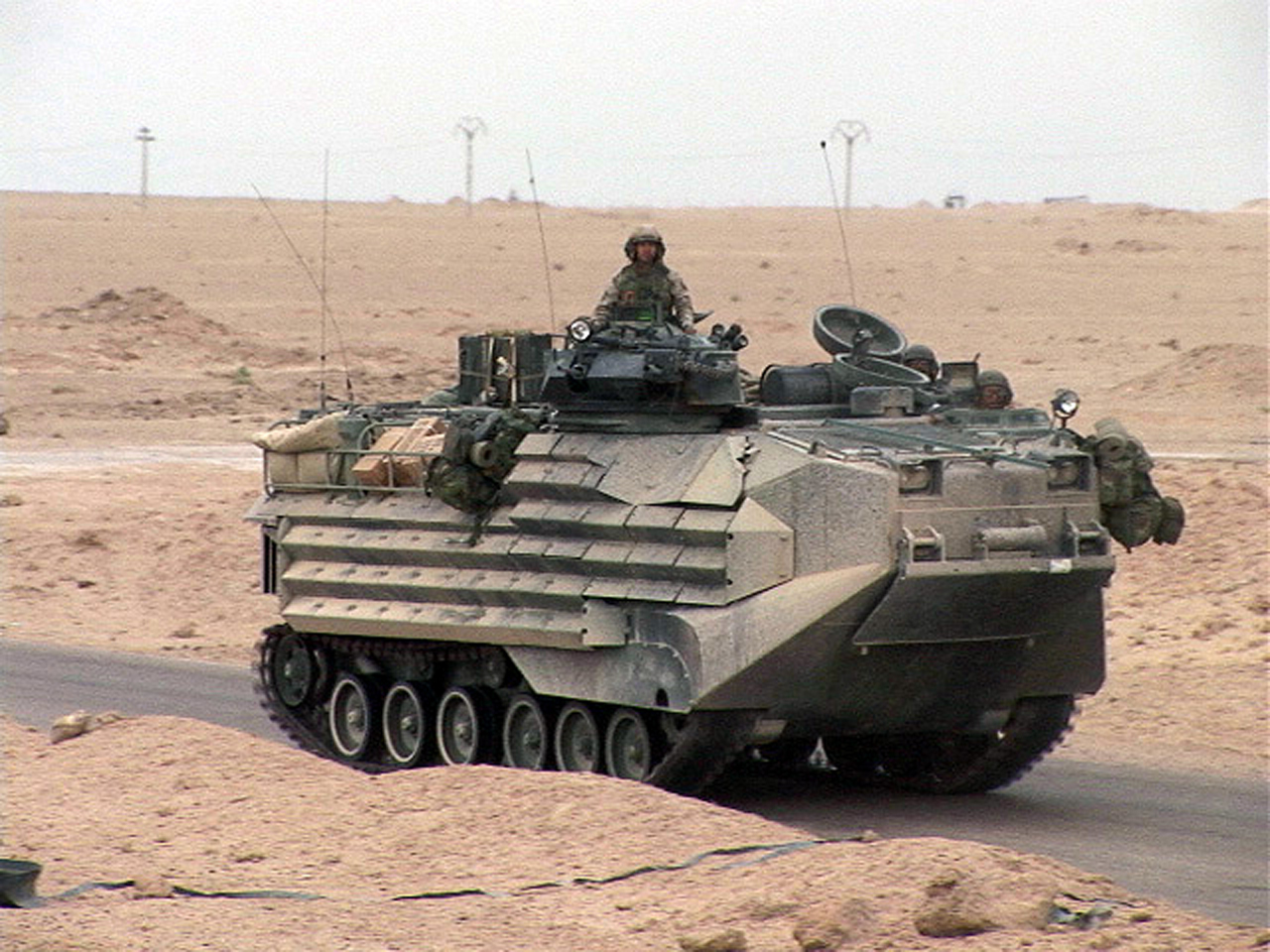
AAV7 - veicolo da assalto anfibio (28 operativi su 35), capace di trasportare in tutto 21 uomini ad una velocità massima in acqua di 14 km/h e a terra di 72 km/h

### Semoventi

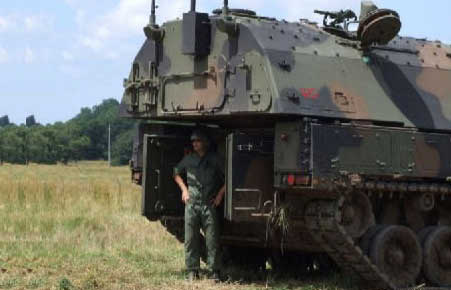
Retro di un PzH 2000 con portellone aperto

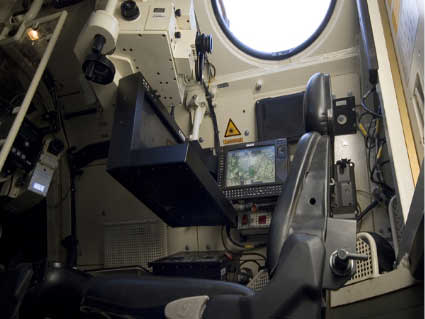
Interno di un PzH 2000I

I semoventi d'artiglieria, spesso indicati semplicemente come semoventi, sono cingolati impiegati per muovere bocche da fuoco che possono sparare senza essere rimosse dal veicolo.
L'Esercito impiega in questo delicato compito il tedesco PzH 2000 con cannone da 155/52 mm e una gittata di 40 km.
Viene impiegato anche il lanciarazzi multiplo GMLRS, considerato il sistema d'arma più pesante, complesso e potente sviluppato in tale categoria d'armamenti dall'industria occidentale, capace di lanciare fino a 12 razzi da 227 mm ad una distanza di 40 km o superiore. 

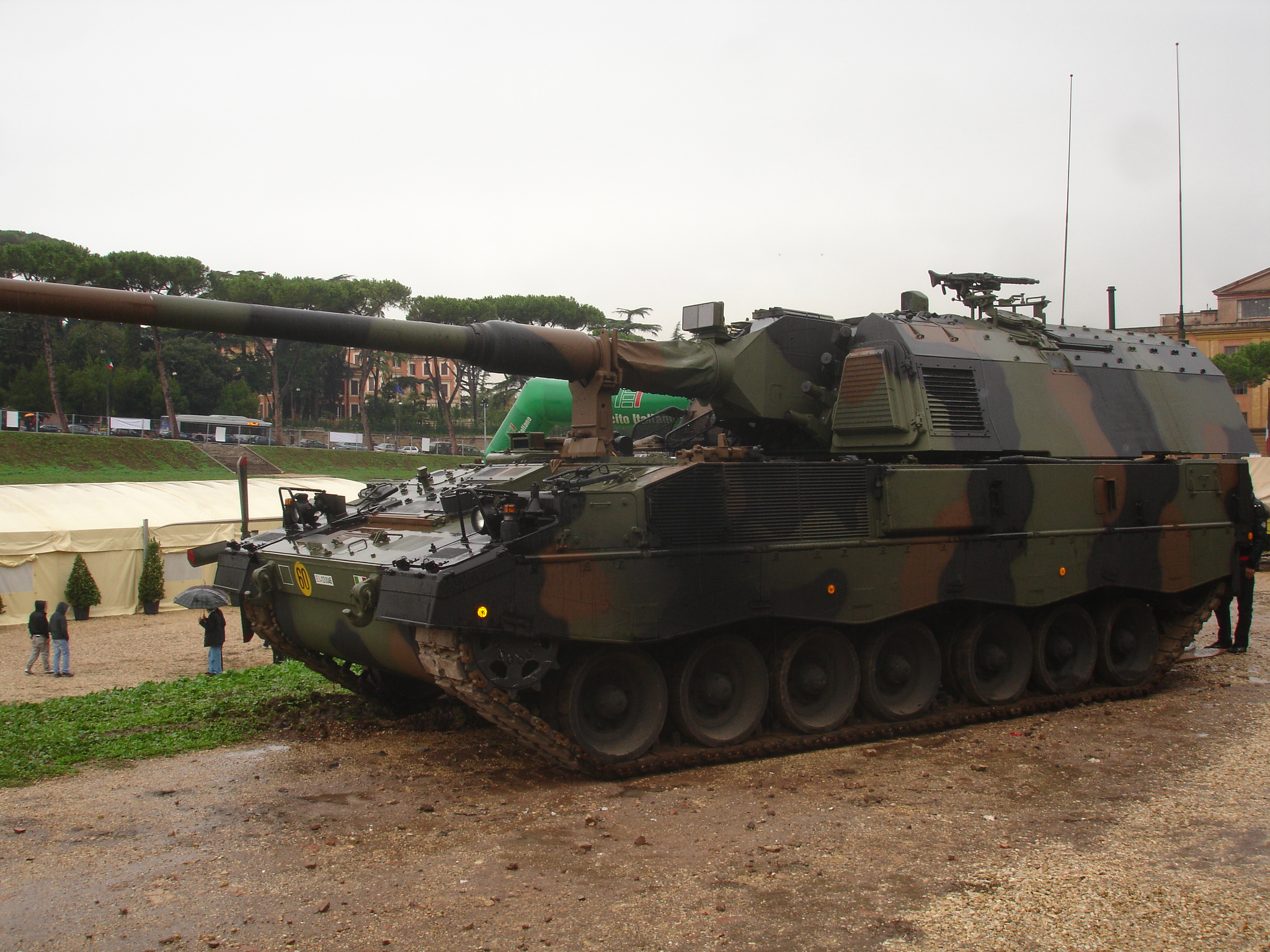
PzH 2000I, obice semovente da 155/52 mm in 68 unità. Ha una gittata massima con proietto autopropulso di 40 km e una celerità di tiro massima di tre colpi in dieci secondi.
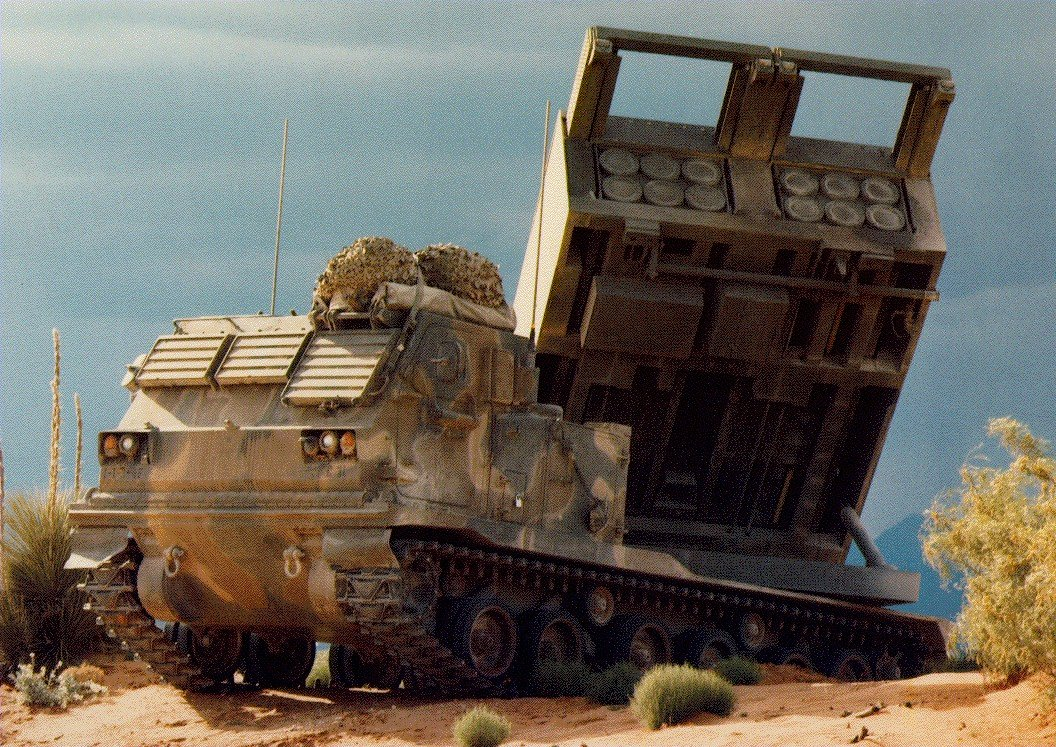
MLRS, lanciarazzi pesante multiplo in 21 unità. Ha un equipaggio di tre uomini, una gittata massima di 40 km e la possibilità di lanciare 12 razzi simultaneamente[7] Si segnala anche la presenza del GMLRS (munizionamento a guida GPS di alta precisione a lunga gittata), in dotazione al 5º reggimento “Superga” con gittata oltre i 100 km.
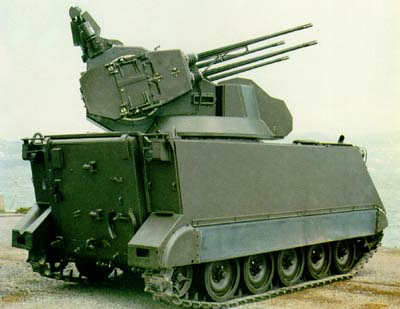
SIDAM 25, semovente contraereo in 275 unità per la difesa da mezzi aerei subsonici ritirato dai servizi operativi e messo in riserva.

### Veicoli speciali da combattimento
I veicoli speciali da combattimento sono particolari cingolati utilizzati per missioni particolari come il trasporto delle munizioni, il comando e controllo e la manovra in ambienti di montagna.
Appartengono a questa categoria i mezzi ad alta mobilità svedesi Bandvagn 206 (noti come Bv206) distribuiti generalmente alla truppe alpine per essere impiegati su terreni innevati o ghiacciati. Tali mezzi prevedono anche l'impiego del sistema controcarri TOW.
Vengono inoltre impiegate due sottoversioni del sempreverde M113 ridenominate M548 per il trasporto di munizioni ed M577 con funzioni di posto comando.

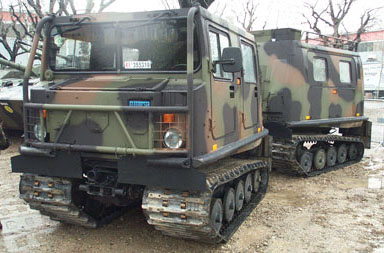
Bandvagn 206 o Bv206, cingolato da trasporto in ambiente montano in 189 unità può trasportare fino a undici uomini e superare pendenze massime del 100% (45°)
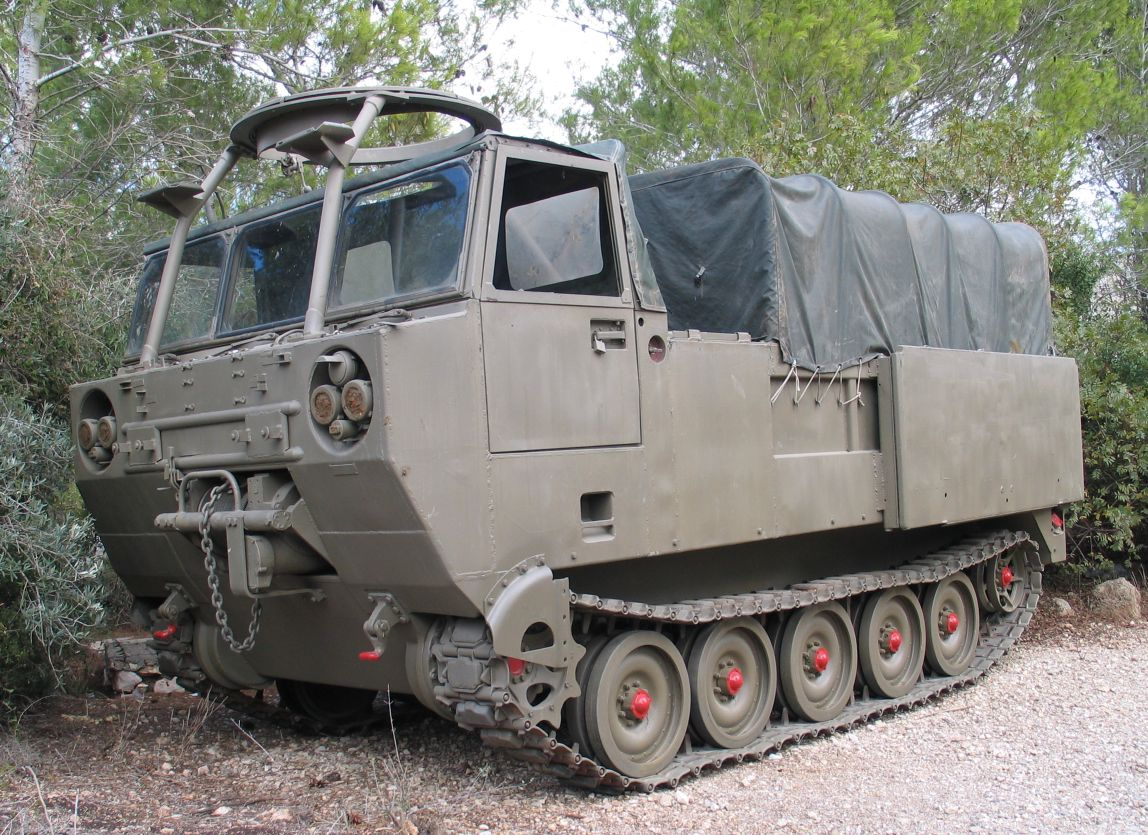
M548, cingolato da trasporto munizioni in 350 unità, ha una velocità massima di 60 km/h, un'autonomia di 480 km ed una portata di cinque t
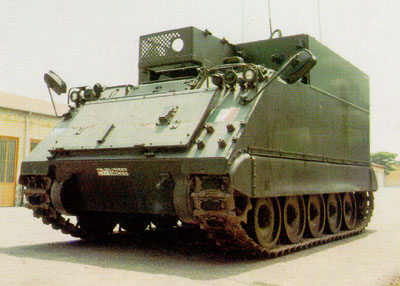
M577, cingolato posto-comando in 200 unità, trasporta quattro uomini più il pilota oltre agli apparati di missione.

### Veicoli speciali del genio
Tutti basati sul carro armato Leopard 1, i veicoli speciali del genio sono cingolati opportunamente modificati per adempiere ai delicati compiti destinati ai reggimenti del genio come lo sminamento, affidato al carro pioniere "Pionierpanzer", il recupero e riparazione di veicoli in teatro operativo affidato al Carro soccorso e recupero "Bergepanzer" e la missione di carro gittaponte affidata al "Biber".

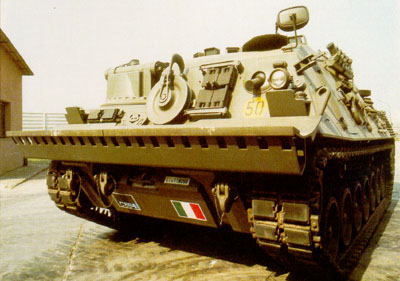
Carro soccorso e recupero "Bergepanzer" in 137 unità impiegato per il recupero di carri e mezzi danneggiati o in avaria in ambiente di combattimento, ha una autonomia di 480 km
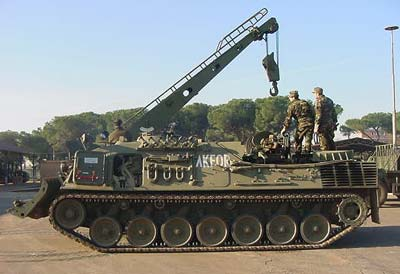
Carro pioniere "Pionierpanzer" in 40 esemplari, è impiegato per migliorare la viabilità tattica con la costituzione in stretta aderenza alle unità da combattimento di opere viarie
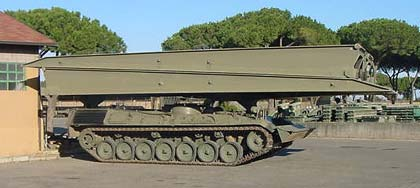
Carro gettaponte "Biber" in 64 esemplari equipaggiato per gittare in 4 minuti un ponte per il superamento di interruzioni fino a 20 m

## Ruotati
I mezzi ruotati, rispetto a quelli cingolati, sono più leggeri e veloci, pur avendo una più limitata capacità di movimento su terreni accidentati e particolari come sabbia, ghiaccio e neve. Questa categoria di mezzi dell'Esercito prevede i mezzi tattici, cioè quei mezzi impiegati senza particolari corazzature in ambito operativo, i mezzi blindati e coperti, considerati il contraltare ruotato ai corazzati e i veicoli speciali impiegati in altre funzioni come le ambulanze o i mezzi da trasporto pesante.

### Tattici

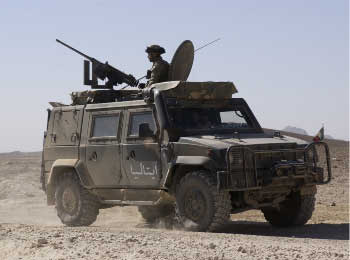
VTLM Lince in teatro operativo

I mezzi tattici sono veicoli ruotati con spiccate capacità di moto ad alta velocità fuoristrada, armati e no, con funzioni non solo di combattimento, ma comunque tatticamente rilevanti.
Tra questi mezzi si annoverano i motocicli da ricognizione Cagiva 350 W12 impiegati in missioni di esplorazione avanzata e massicciamente distribuiti presso i bersaglieri ed i reparti di cavalleria che li usano in specifici squadroni esploranti.
Viene impiegato anche il Land Rover Defender AR90 derivato dal Land Rover Defender commerciale, con la variante realizzata per il 9º Reggimento d'assalto paracadutisti "Col Moschin" denominata VAV (Veicolo d'Assalto Veloce).
Il mezzo sicuramente più famoso in dotazione all'esercito è l'Iveco VM 90T distribuito a tutti i reparti operativi e non, sviluppato sulla base dell'Iveco Daily. Tale mezzo è stato anche realizzato in versione protetta con blindatura leggera, ridenominata VM 90P, attualmente in sostituzione con il veicolo da trasporto leggero Iveco VTLM Lince, grande passo in avanti in termini di protezione, resistenza e prestazioni.
Altri mezzi in dotazione sono l'Astra SM 66.40 CAD, impiegato nel traino dell'artiglieria, un'autocisterna tattica 6x6 e vari autocarri con trazione 4x4, 6x6 e 8x8, compreso un portacontainer.
Sono presenti ad inventario anche 30 veicoli VTMM Orso per funzioni del genio. L'esercito ha un fabbisogno di circa 540 orso, ma il progetto è stato rimandato.

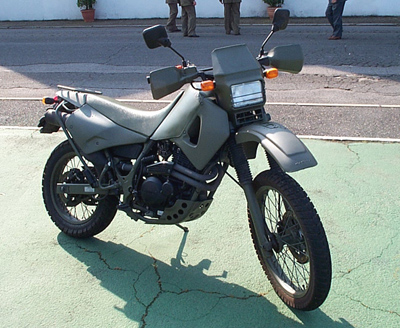
Motociclo da ricognizione Cagiva 350 W12 utilizzato per missioni di esplorazione, dotato di un'autonomia di 260 km e capace di una velocità massima di 135 km/h
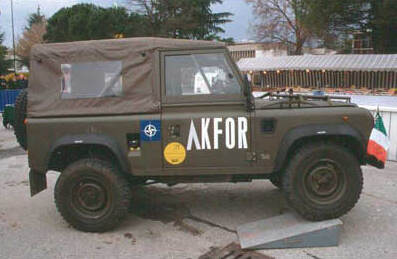
Land Rover Defender AR90 in 2.700 esemplari impiegato come veicolo da ricognizione. Può raggiungere una velocità massima di 130 km/h
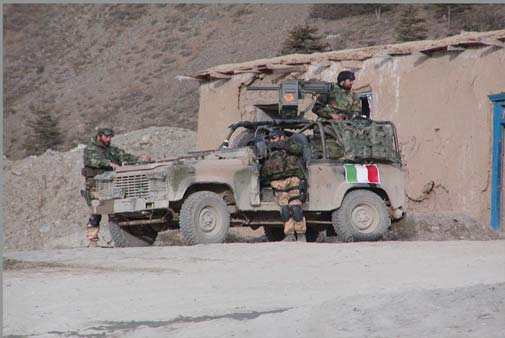
Veicolo Assalto Veloce in dotazione alle forze speciali in circa 50 esemplari. È una versione speciale del Land Rover Defender AR90 armato con una mitragliatrice da 12,7 mm.
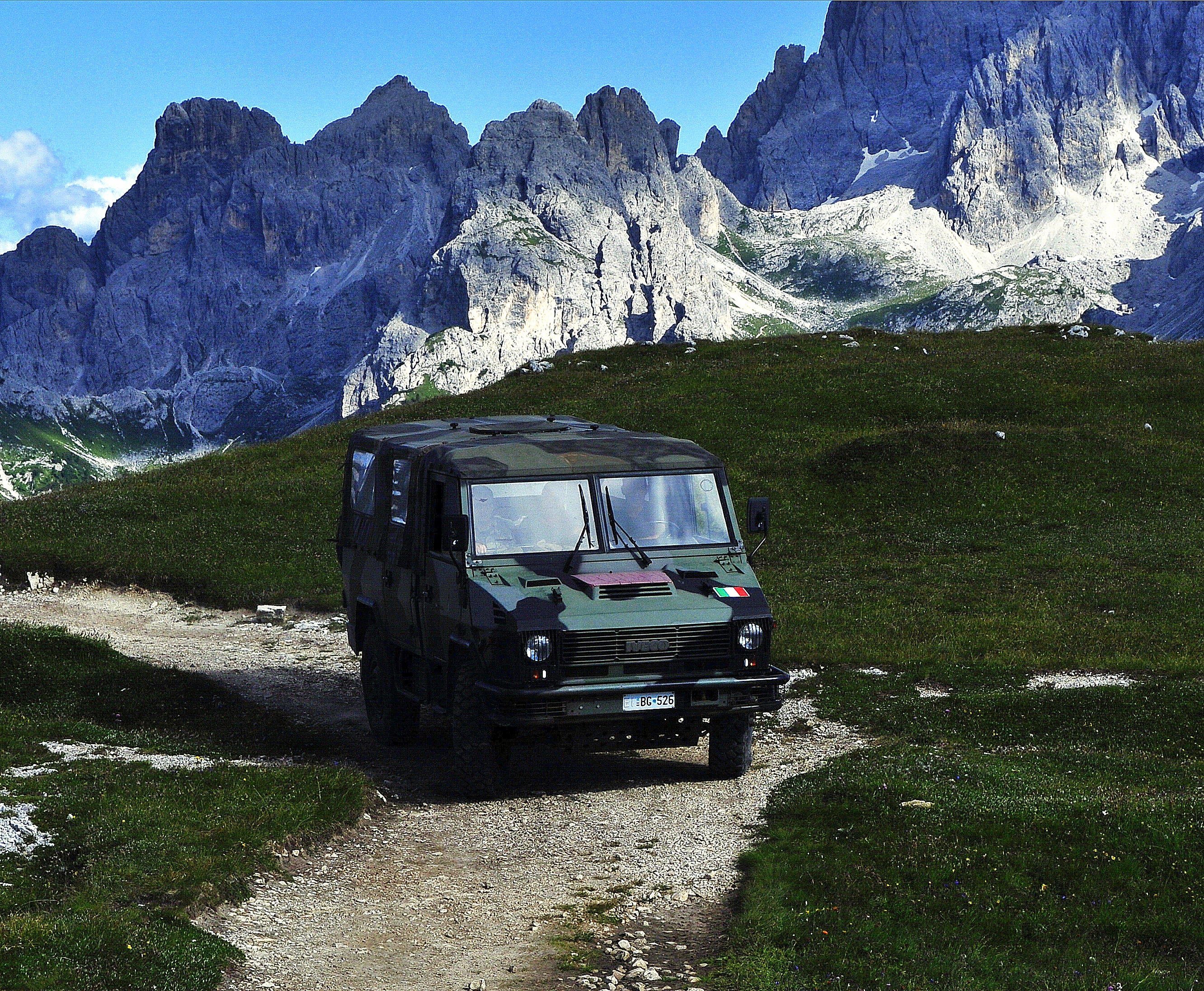
Iveco VM 90T, versione multiruolo "torpedo" in più di 2.000 esemplari con velocità massima di 100 km/h, 800 km di autonomia e trazione integrale. Queste macchine continuano ad essere ordinate nella versione VM 90T3
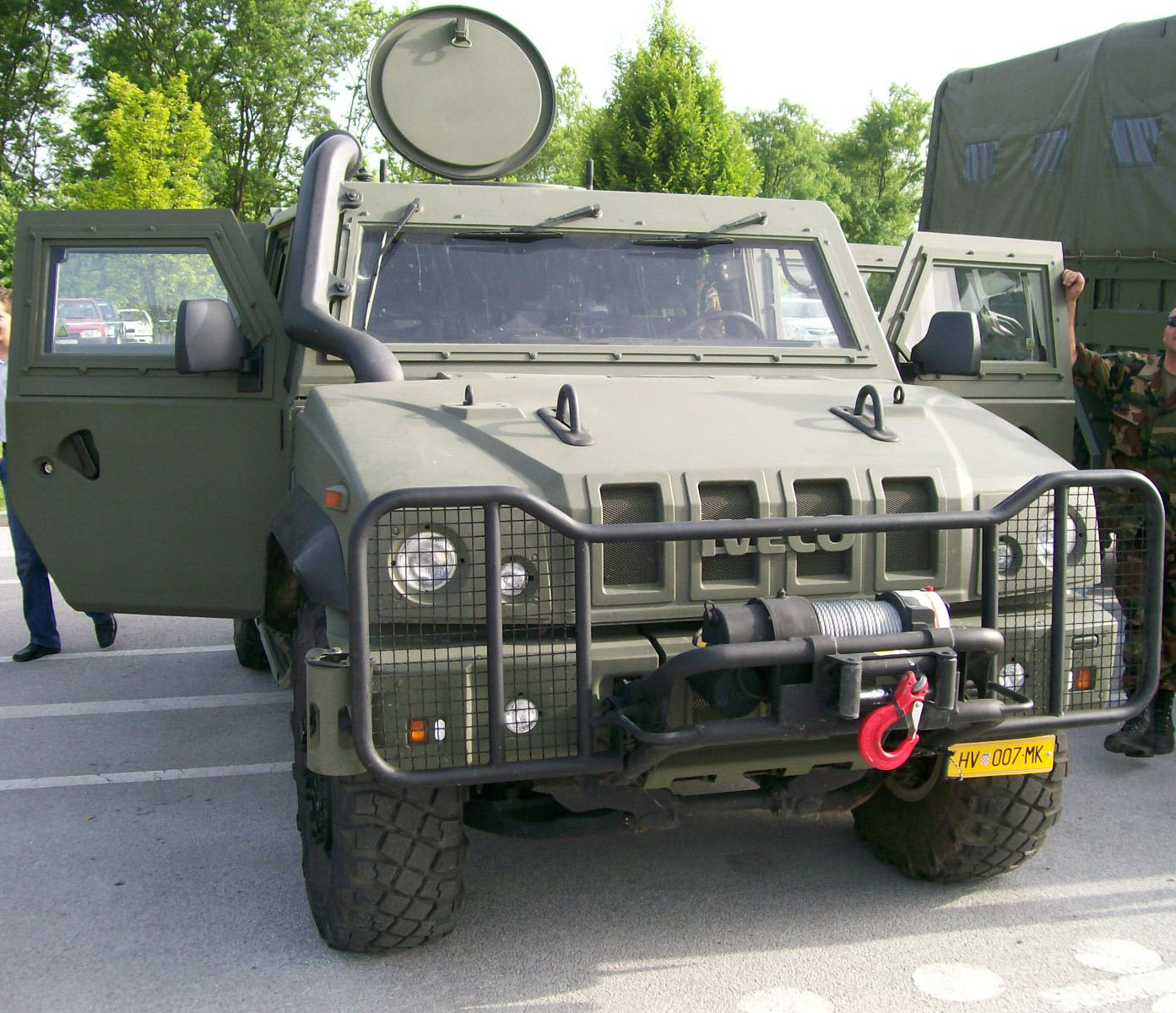
Iveco VTLM Lince, veicolo da trasporto leggero in 1.900 unità in consegna e impiegabile in ogni scenario operativo.
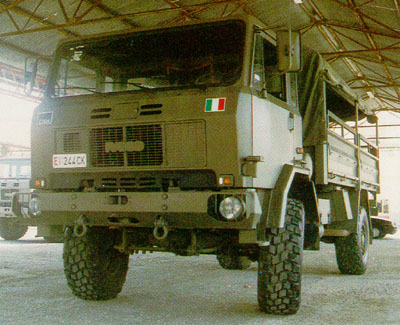
Iveco ACM 80/90, autocarro medio in 3.000 esemplari con una portata di 10 t
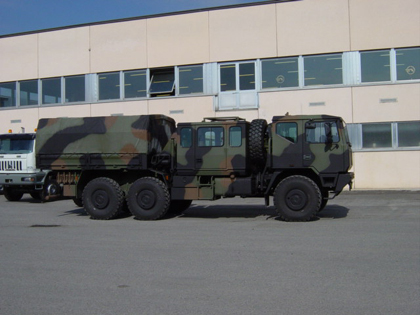
Astra SM 66.40 CAD, autocarro tattico pesante per traino artiglieria con una portata di 26 t e aviolanciabile
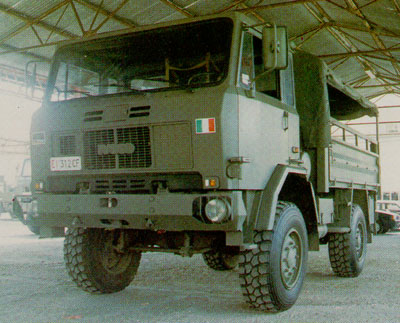
Lancia ACL 90, autocarro leggero in 3.800 esemplari con una portata di 6 t
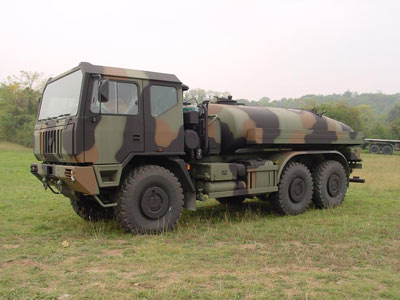
Autocisterna tattica 6x6 per trasporto carburante.
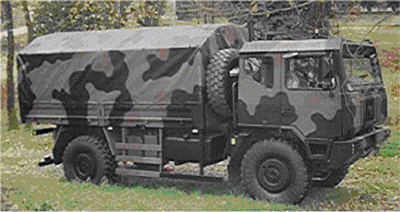
Autocarro tattico leggero 4x4, aviotrasportabile, in servizio dal 2002, ha una portata massima di 6 t
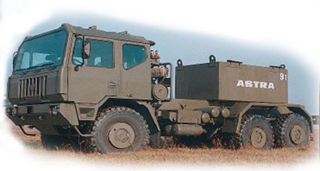
Autocarro tattico logistico 6x6, dotato di alta mobilità, utilizzato per trasporto tattico di vari sistemi d'arma, utilizza kit di protezione.
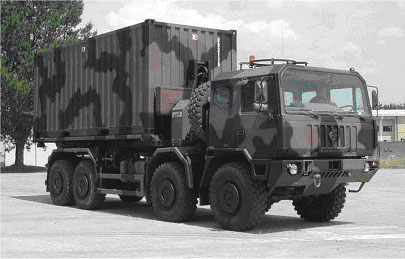
Autocarro pesante 8x8 portacontainer da 20 ft

### Blindati, protetti e speciali NBC

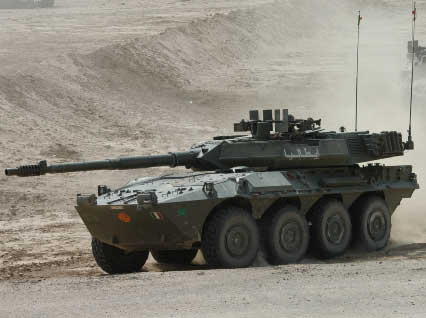
Autoblindo Centauro

L'esercito impiega un gran numero di autoblindo da utilizzare in modo complementare ai carri da battaglia, ai mezzi di combattimento e di trasporto della fanteria.
Il blindato più significativo in uso presso l'esercito è il Centauro di produzione nazionale, nato con funzioni anche di cacciacarri, dotato di cannone rigato da 105/52 mm della Oto Melara e impiegato dai reparti di cavalleria, questo autoblindo verrà affiancato da 150 unità Centauro 2, la sua diretta evoluzione. Di recente introduzione in linea è il VBM Freccia, sviluppato dal Centauro, è IFV ruotato e affianca nelle missioni il Dardo.
I veicoli ruotati fungono anche da APC con la serie Puma in versione 4x4 e 6x6 (in VIA di radiazione).
Tra i veicoli ruotati blindati figurano anche il Renault VAB di produzione francese, ridenominato in Italia VBR NBC specializzato nel ricognizione in ambiente contaminato da armi NBC ed in carico al 7º Reggimento Difesa NBC "Cremona".
L'esercito inoltre ha sviluppato una versione con blindatura leggera dell'Iveco VM 90 denominata VM 90 protetto.
A partire dalla seconda metà degli anni 2010 l'Esercito Italiano si dota del Veicolo Tattico Medio Multiruolo denominato "Orso", un mezzo blindato medio di nuova generazione prodotto dalla tedesca Krauss Maffei Wegmann e dall'italiana Iveco Defence Vehicles di Bolzano.

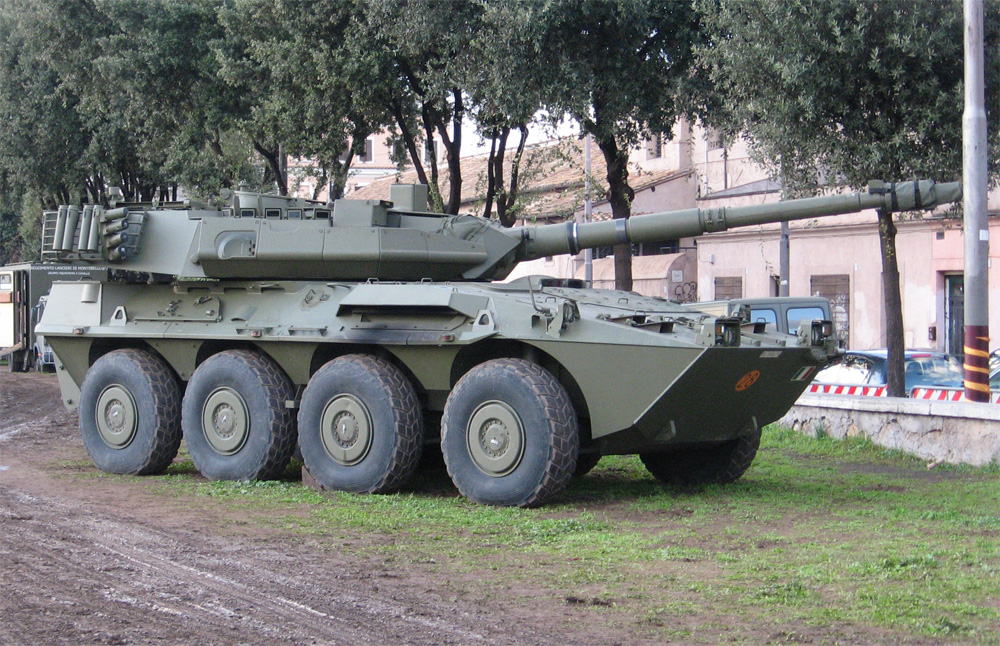
Centauro, autoblindo/cacciacarri 8x8 con 259 esemplari in servizio sui 400 acquistati. Per rimpiazzare I B1 dismessi l'esercito acquisterà 136 Centauro II, impiegherà un cannone 120/45 mm Oto Melara
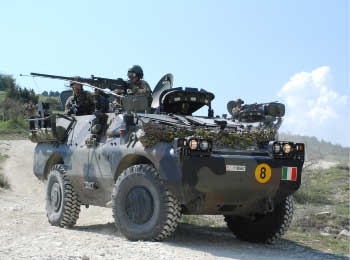
Puma 4×4, APC ruotato 4x4 in 250 esemplari con funzioni di ricognizione distribuito ai reparti di cavalleria.
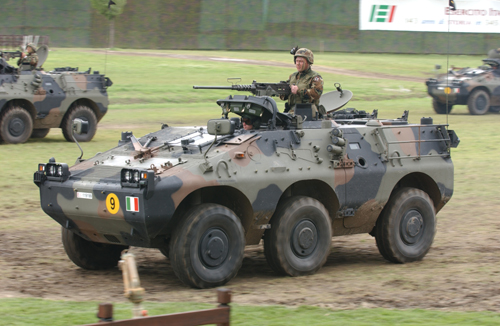
Puma 6×6, APC ruotato 6x6 in 320 esemplari è impiegato in missioni di combattimento a bassa intensità, equipaggia dal 2001 i reparti di fanteria leggera.
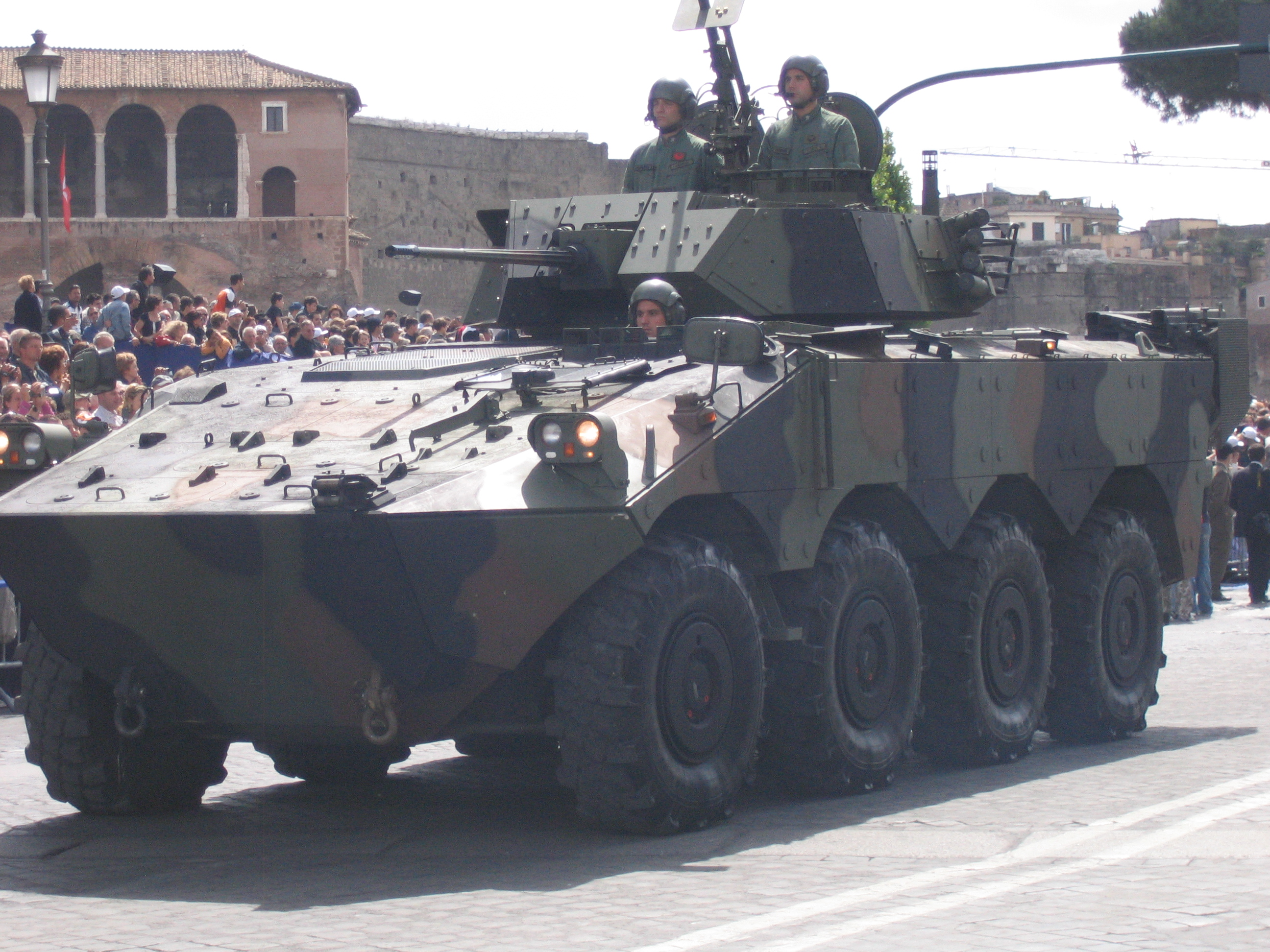
VBM Freccia, IFV con 250 mezzi, ha come armamento principale una mitragliera Oerlikon KBA da 25 mm. Sono previsti altri lotti per portare il numero a oltre 700 unità
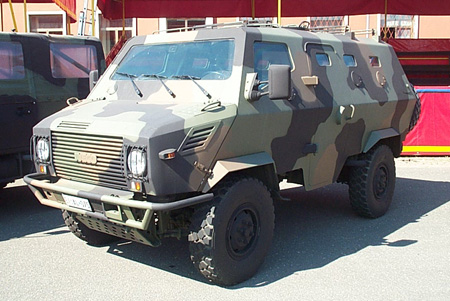
Iveco VM 90P 180 esemplari, versione protetta del VM 90 Torpedo con una blindatura leggera.
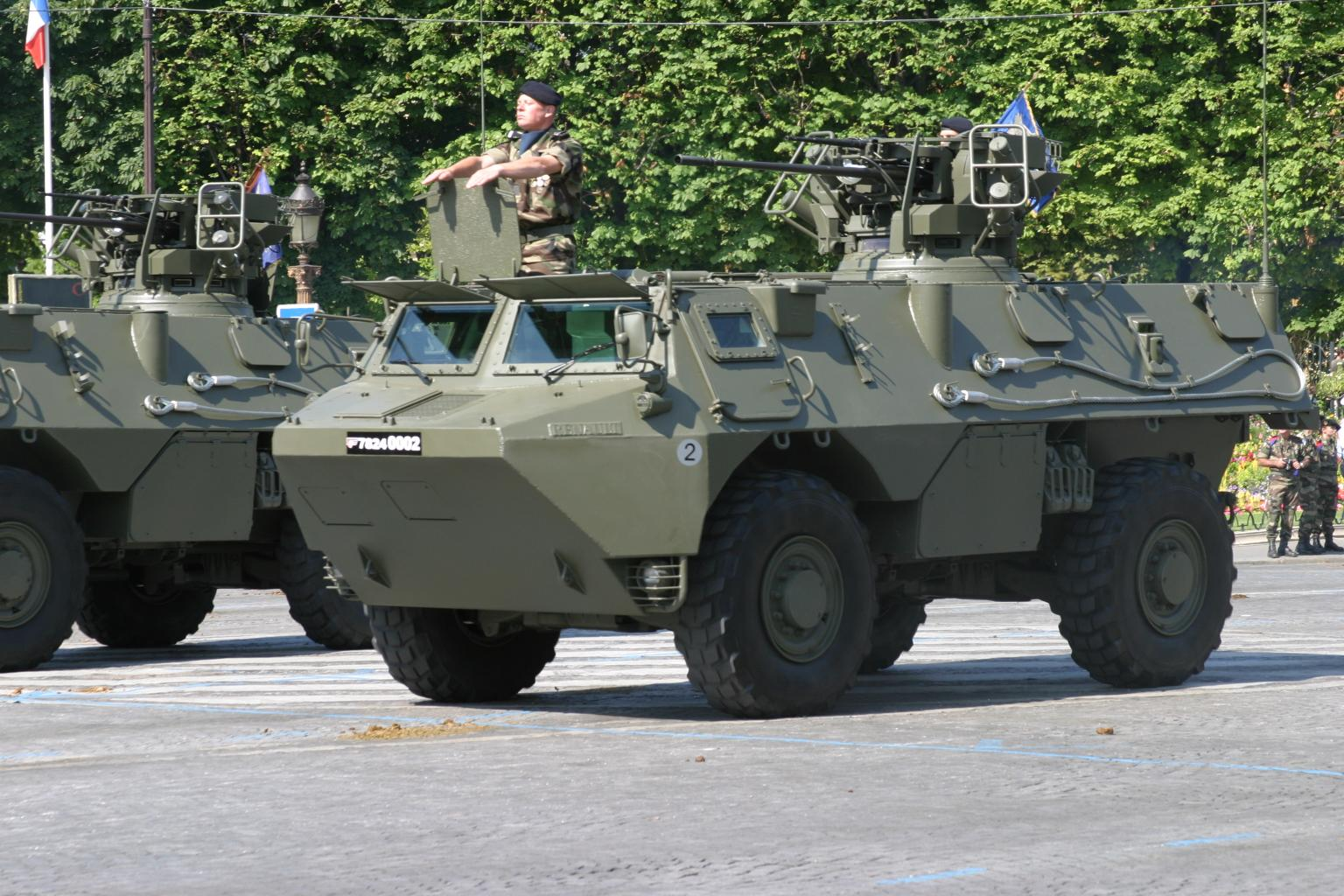
Renault VBR NBC, Veicolo blindato da ricognizione anti-NBC utilizzato in 15 unità basato sul VAB francese, effettua analisi ambientali.
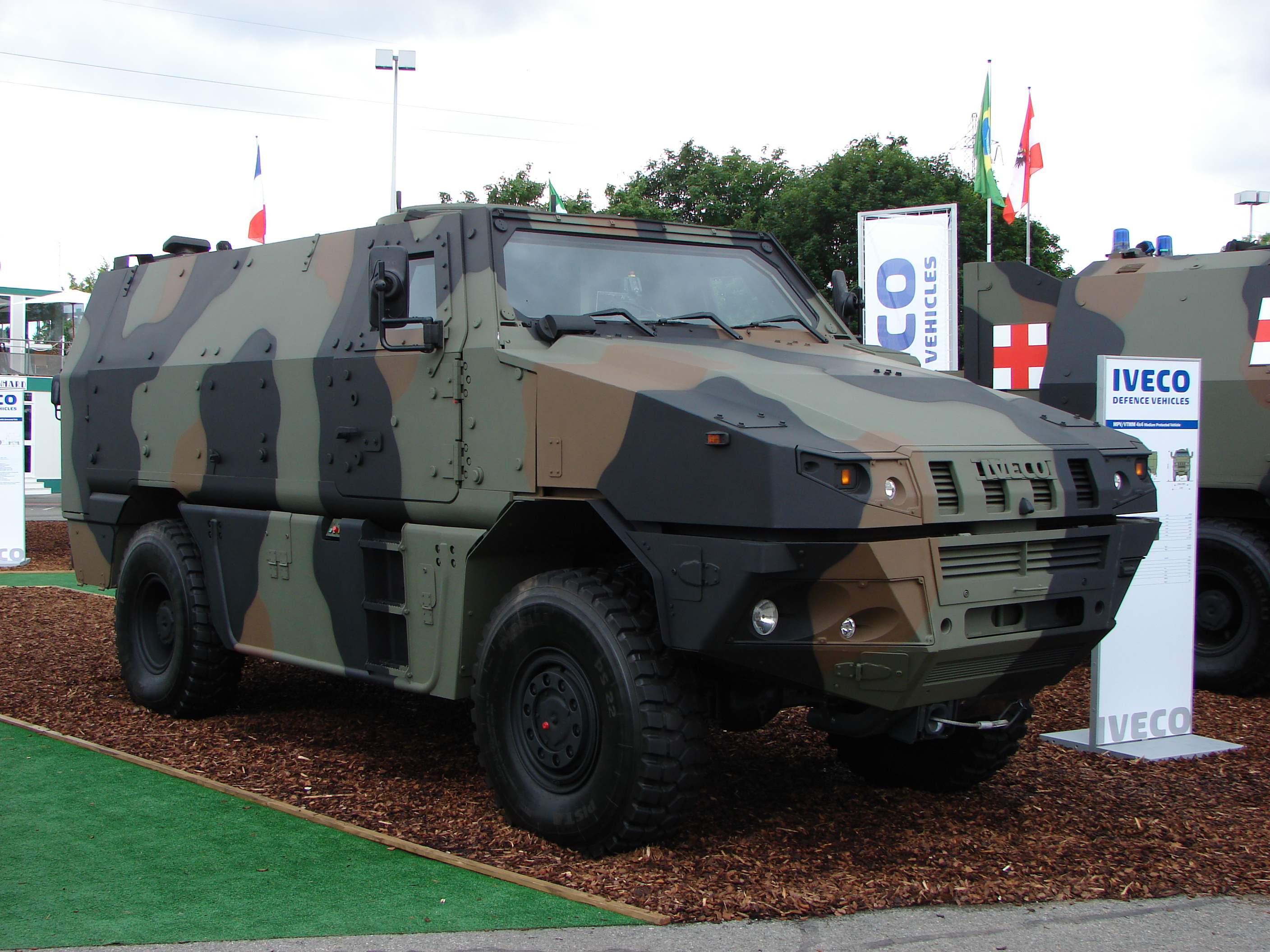
Orso 4x4, Veicolo blindato in grado di assolvere vari compiti: trasporto truppe, ambulanza, trattore d'artiglieria e posto comando.

### Veicoli speciali
I veicoli ruotati speciali in dotazione alla forza armata, consentono di provvedere ad importanti missioni di sostegno e logistica, indispensabili per garantirne l'efficienza e il giusto sostegno.
Tra le varie tipologie di veicoli speciali figurano le ambulanze derivate dal Fiat Ducato utilizzata principalmente in Patria e l'VM 90 utilizzato anche nei conflitti a bassa intensità, lasciando alle versioni ambulanza del Dardo e del Freccia il compito di ambulanza in conflitti simmetrici.
Molto importanti per la logistica sono i tanti tipi di autogrù, autosoccorso, autocarri e autoarticolati impiegati, capaci di trasportare anche i pesanti carri armati "Ariete".
Tra i veicoli speciali è inoltre presente la stazione mobile FDOC (Fire Direction Operation Center), posto comando elettronico per vari sistemi d'arma.

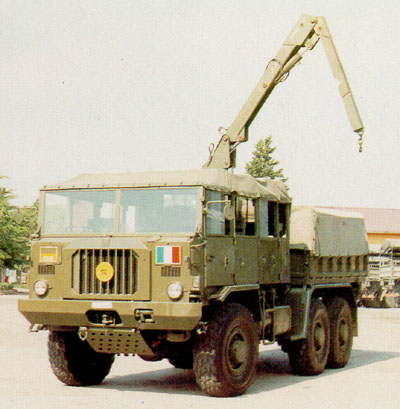
Trattore TM 69 FH 70 con capacità di 15 ton.
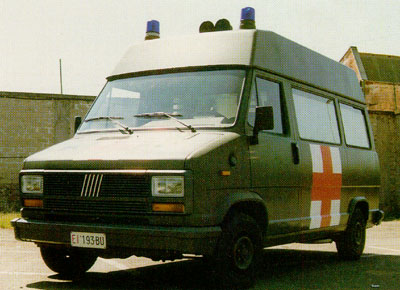
Fiat Ducato, versione ambulanza.
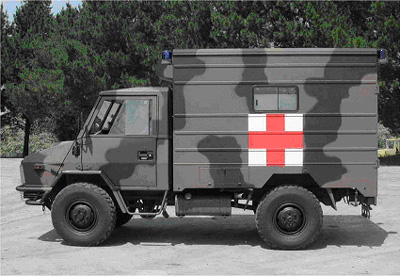
VM 90 versione ambulanza
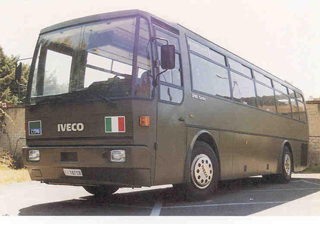
Autobus Fiat A90.14 da 35 passeggeri[36] e Fiat 370 da 50 passeggeri.
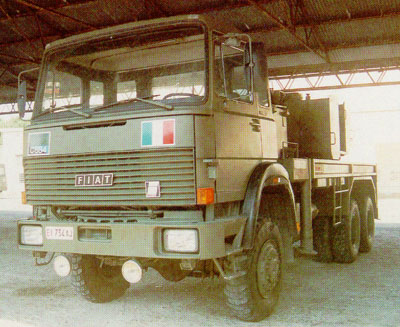
Carro attrezzi da 25 t.
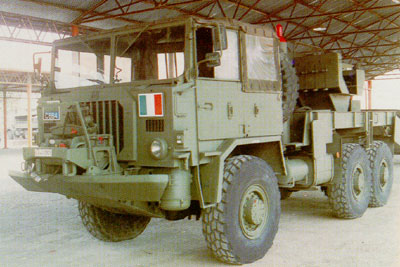
Autogrù media, può sollevare 9 ton.
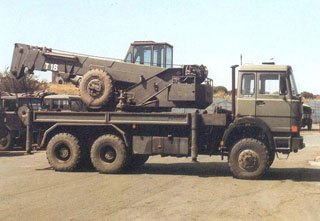
Autogrù M180 "ISOLI" può sollevare con braccio fino a 16 tonnellate.
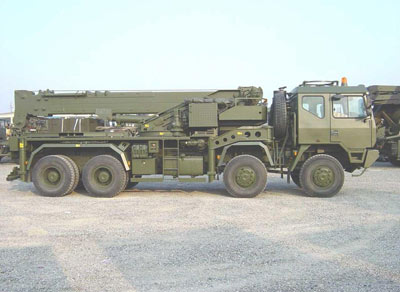
Autogrù Fiat M200, ha una portata di 15 ton.
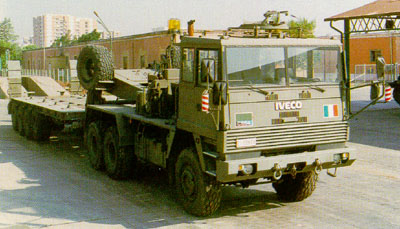
Iveco ATC 81 Autoarticolato trasporto mezzi corazzati da 50t, in 94 unità.
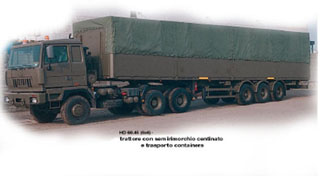
Autocarro trasporto pesante 6x6 Astra in 87 unità, abilitato al trasporto di ISO container
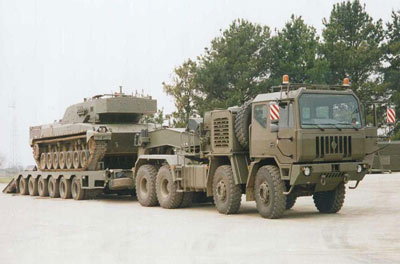
Complesso traino pesante 8x8 in numero di 71 macchine, ha una portata massima di 64 ton. che lo rende idoneo a trasportare i carri armati Ariete
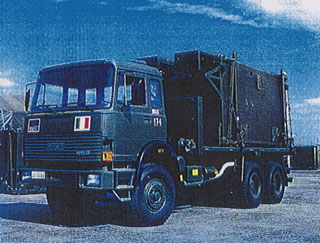
FDOC (Fire Direction Operation Center) (Posto di comando elettronico del sistema d’arma HAWK, impiega un telaio Astra 6x6

## Del genio

### Ponti
Il genio, responsabile della mobilità e contromobilità della forza armata dispone oltre che del Leopard 1 in versione gettaponte già descritto, di due tipi di ponte di cui uno su appoggi fissi, noto come MGB e disponibile presso i reparti di genio guastatori, ed un tipo di ponte galleggiante (motorizzato) noto come PGM e in servizio presso il 2º Reggimento genio pontieri di Piacenza.

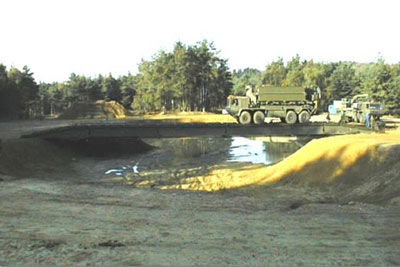
Ponte su appoggi fissi MGB in lega leggera Al-Zn-Mn, consente di superare interruzioni massime di 48,7 m .
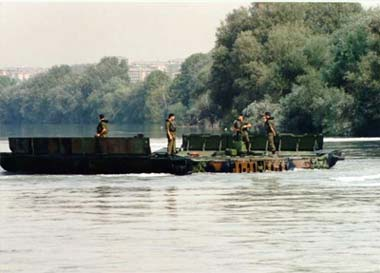
Ponte galleggiante motorizzato PGM, in dotazione al 2º Reggimento genio pontieri, costituito da elementi modulari in alluminio di 10 metri con motori autonomi.